# División de Honor de baloncesto en silla de ruedas 2020-21
La División de Honor de baloncesto en silla de ruedas 2020-21 es la 32.ª edición de la máxima categoría del baloncesto en silla de ruedas de España. Consta de una liga regular entre los doce equipos, que se enfrentan todos contra todos, y una eliminatorio por adjudicarse el título.

## Formato
Para la temporada 2020-21, la CNBSR, por delegación de la Junta Directiva de la FEDDF, será la responsable de la organización de esta competición, que estará formada por un grupo de 12 equipos, que disputarán una liga a doble vuelta de todos contra todos.
Tendrán derecho de participación en esta competición los 10 equipos que mantienen la categoría de la temporada 2019-20, más los dos primeros clasificados de la Primera División, y el ganador del encuentro de promoción entre el segundo clasificado de la Final Four de Primera con el 9º clasificado de la División de Honor.

### Fase final
Finalizada la liga a doble vuelta, los cuatro primeros equipos clasificados jugaran una Final Four en régimen de concentración (semifinales, tercer y cuarto puesto, y final). Semifinales:
- 1º clasificado vs 4ª clasificado
- 2º clasificado vs 3º clasificado

Final y tercer lugar
- 3º y 4º
- Final

### Ascensos y descensos
Habrá un descenso directo a la Primera División, y el equipo 11º clasificado al finalizar la Liga Regular, participará en la Promoción de Permanencia con el equipo 2º clasificado de la Primera División.
La Promoción se celebrará como sigue: Partido único, en pista del equipo 2º clasificado de la Final Four de Primera División. Los requisitos técnicos y reglamentarios de este partido serán los establecidos para División de Honor.

## Equipos participantes
Los equipos participantes en la temporada 2020-21 son:
| Equipo                                | Ciudad                     | Pabellón                            |
| ------------------------------------- | -------------------------- | ----------------------------------- |
| ACE Gran Canaria                      | Las Palmas de Gran Canaria | Ciudad Deportiva de Gran Canaria    |
| BSR Amiab Albacete                    | Albacete                   | Pabellón Lepanto                    |
| Fundación Vital Zuzenak               | Vitoria                    | Polideportivo de Ariznabarra        |
| Club Deportivo Ilunion                | Madrid                     | Pabellón Canal de Isabel II         |
| Iberconsa Amfiv                       | Vigo                       | Pabellón de Bouzas                  |
| Fundación Aliados                     | Valladolid                 | Pabellón Pilar Fernández Valderrama |
| Extremadura Mideba Calero Suministros | Badajoz                    | Pabellón Nuria Cabanillas           |
| Bidaideak Bilbao                      | Bilbao                     | Polideportivo de Txurdinaga         |
| Rincón Dental Amivel                  | Vélez-Málaga               | Pabellón Mun. Fernando Ruiz Hierro  |
| Servigest Burgos                      | Burgos                     | Polideportivo Jose Luis Talamillo   |
| Fundación FDI Las Rozas               | Las Rozas de Madrid        | Polideportivo Las Matas             |
| Casa Murcia Getafe BSR                | Getafe                     | Pabellón Juan de la Cierva          |

### Arbitraje
Los árbitros de cada partido fueron designados por una comisión creada para tal objetivo e integrada por representantes de la FEDDF y el CTJA. En la temporada 2020/21, los 18 colegiados de la categoría serán los siguientes (se indica los árbitros internacionales que forman parte de la IWBF):
- Clara Baquero Pecino (IWBF)
- Hector Carmona Díez (IWBF)
- Joaquín Celaya Parra
- Jorge De La Piedad Gómez
- Patricia Díez Cabaleiro (IWBF)
- Carlos Ferrera Granado (IWBF)
- Nicolás José Forero Rosillo
- Jorge González Marqués (IWBF)
- Manuel González Núñez (IWBF)
- Ismael Mengíbar Chamorro
- Araceli Mulet Allès
- Julián Rebollo Martínez
- Jordi Rubí Uría
- Laura Salgado Guimarey (IWBF)
- María Teresa Tejido Domínguez
- Juan Manuel Uruñuela Uruñuela (IWBF)
- Ángel Vega García
- Javier Verde López (IWBF)

## Liga regular

### Clasificación
|                                                                                   | Equipo                  | J | G | P | PF  | PC  | DP   | Puntos |
| --------------------------------------------------------------------------------- | ----------------------- | - | - | - | --- | --- | ---- | ------ |
| 1                                                                                 | Mideba Extremadura      | 8 | 7 | 1 | 593 | 421 | 172  | 15     |
| 2                                                                                 | Bidaideak Bilbao BSR    | 8 | 7 | 1 | 650 | 437 | 213  | 15     |
| 3                                                                                 | Club Deportivo Ilunion  | 8 | 6 | 2 | 639 | 465 | 174  | 14     |
| 4                                                                                 | BSR Amiab Albacete      | 8 | 6 | 2 | 652 | 462 | 190  | 14     |
| 5                                                                                 | Fundación Aliados       | 8 | 6 | 2 | 546 | 480 | 66   | 14     |
| 6                                                                                 | Servigest Burgos        | 8 | 3 | 5 | 530 | 548 | -18  | 11     |
| 7                                                                                 | BSR ACE Gran Canaria    | 6 | 4 | 2 | 445 | 404 | 41   | 10     |
| 8                                                                                 | Iberconsa Amfiv         | 8 | 2 | 6 | 422 | 553 | -131 | 10     |
| 9                                                                                 | Amivel                  | 7 | 3 | 4 | 429 | 387 | 42   | 10     |
| 10                                                                                | CB Las Rozas FDI        | 8 | 1 | 7 | 449 | 485 | -36  | 9      |
| 11                                                                                | Getafe BSR              | 8 | 0 | 8 | 181 | 777 | -596 | 8      |
| 12                                                                                | Fundación Vital Zuzenak | 7 | 1 | 6 | 396 | 513 | -117 | 8      |
| Fuente: Liga BSR: Clasificación de la División de Honor; actualización automática |                         |   |   |   |     |     |      |        |

## Promoción de permanencia
Se disputará a partido único, en pista del equipo 3º clasificado de la Final Four de Primera División. Los requisitos técnicos y reglamentarios de este partido serán los establecidos para División de Honor.
| Equipo 1                       | Resultado | Equipo 2         |
| ------------------------------ | --------- | ---------------- |
| 3º Final Four Primera División |           | 11º Liga regular |

## Fase final
Se jugarán todos los partidos en una misma sede, a definir por la FEDDF, siendo las semifinales y la final y tercer lugar en días consecutivos.

|  | Semifinales    | Semifinales |  |              | Final        | Final |  |
|  |                |             |  |              |              |       |  |
|  |                |             |  |              |              |       |  |
|  | Por definir    |             |  |              |              |       |  |
|  | 1º Clasificado |             |  |              |              |       |  |
|  | 4º Clasificado |             |  |              |              |       |  |
|  |                |             |  |              |              |       |  |
|  |                |             |  |              | Por definir  |       |  |
|  |                |             |  |              | Ganador SF1  |       |  |
|  |                | Ganador SF2 |  |              |              |       |  |
|  |                |             |  |              |              |       |  |
|  |                |             |  |              |              |       |  |
|  |                |             |  |              | Tercer lugar |       |  |
|  | Por definir    | Por definir |  | Por definir  | Por definir  |       |  |
|  | 2º Clasificado |             |  | Perdedor SF1 |              |       |  |
|  | 3º Clasificado |             |  |              | Perdedor SF2 |       |  |